# Palais de justice de Blois
Le palais de justice de Blois est situé sur la place de la République. Il a été construit en 1843 et est inscrit comme monument historique depuis  1977.

## Histoire

### L'ancien palais de justice
Le siège de la justice, primitivement situé à Bourg-Moyen, avait été transféré au XIVe siècle dans la tour Beauvoir devenue prison.
À partir de 1429, le palais de justice de Blois s'installe au premier étage de la vieille halle municipale, située à l'extrémité du cimetière Saint-Solenne. L'édifice occupait la totalité de l'îlot aujourd'hui compris entre les rues du Palais, Paul-Renouard, Anatole-France et des Rouillis. Il y reste jusqu'à l'époque de la Restauration, au XIXe siècle.
En 1822, l'architecte Pinault, missionné par le Conseil général, constate des frais d'entretien trop importants pour le palais. Il décide alors de déplacer le tribunal. En 1830, la municipalité ordonne la construction d'un nouveau quartier situé sur le plateau de la ville pour désengorger le centre historique et installer les grands bâtiments de l'État, parmi lesquels le nouveau palais de justice.

### Le palais de justice actuel
À partir de 1838, le ministère de la Justice lance un concours pour la construction du nouveau palais de justice. Celui-ci est remporté par Édouard Macé, architecte à Tours. Son projet s'inspire du palais de Justice d'Angoulême, construit en 1830. 
L’évêque de Blois en pose la première pierre le 29 août 1843. En octobre 1849, les travaux s'achèvent.
Le monument fait l’objet d’une inscription au titre des monuments historiques depuis le 14 décembre 1977.

## Architecture
Le palais de justice est construit sur un important étage de soubassement. Il comporte un seul et unique niveau surélevé, auquel on accède par un perron de dix marches. De plan allongé, il est flanqué de deux courtes ailes limitant la cour antérieure. Les façades latérales et postérieures de l'édifice sont simplement ornées de chaînes et d'une corniche, qui s'opposent au traitement monumental de la façade principale, marquée par un avant-corps central. Des colonnes doriques à fûts cannelés portent un entablement à métopes ornées de patères, surmontées d'un grand fronton à  mutules. De part et d'autre de l'avant-corps, les fenêtres sont surmontées d'un fronton reposant sur des consoles, tandis qu'une imposante corniche à décor de patères couronne l'ensemble de la composition. Le portique, couvert d'un plafond à caissons, précède la porte d'entrée, surmontée et flanquée de reliefs  allégoriques .